# Альбуньйоль
Альбуньйоль (ісп. Albuñol) — муніципалітет в Іспанії, у складі автономної спільноти Андалусія, у провінції Гранада. Населення — 6704 особи (2010).
Муніципалітет розташований на відстані близько 410 км на південь від Мадрида, 55 км на південний схід від Гранади.
На території муніципалітету розташовані такі населені пункти: (дані про населення за 2010 рік)
- Альбуньйоль: 3452 особи
- Лос-Кастільяс: 603 особи
- Лос-Чаулінес: 24 особи
- Ла-Ерміта: 51 особа
- Ель-Посуело: 625 осіб
- Ла-Рабіта: 1949 осіб

## Демографія
Динаміка населення (INE ):

## Галерея зображень

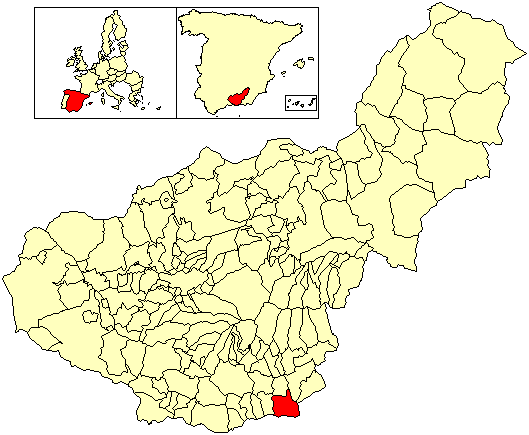
Розташування муніципалітету у провінції Гранада